# Natuurpark Alvão

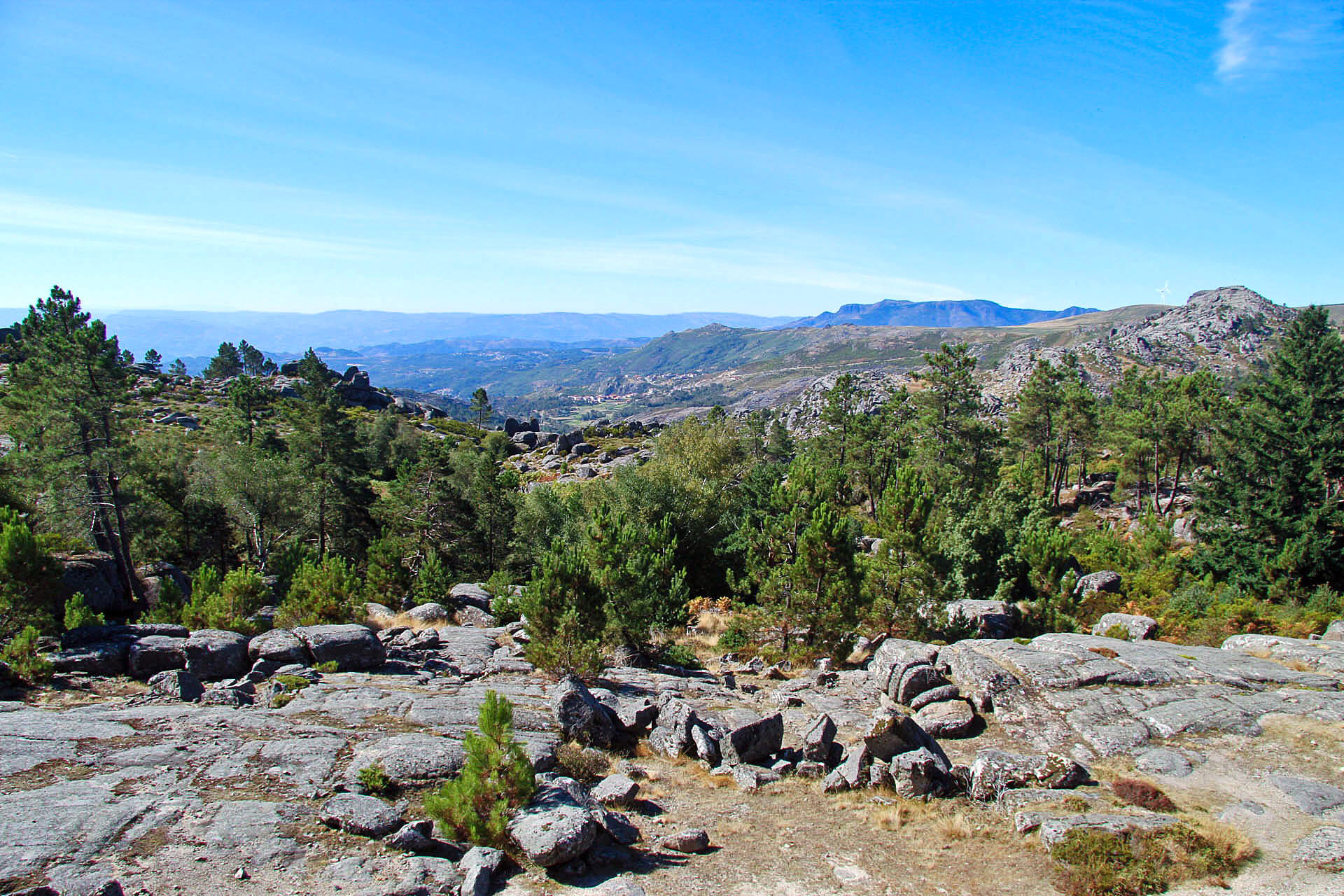
Barragem do Alvão

Natuurpark  Alvão (Portugees: Parque natural do  Alvão) is een natuurpark in Portugal. Het werd opgericht in 1983 en is 72,2 km² groot. Sinds 1997 maakt het deel uit van het grotere Natura 2000-gebied Sítio Alvão-Marão.
Het natuurpark omvat het gebergte Serra do Alvão met als hoogste punt de Caravelas (1339 meter), en het dal van de Olo-rivier met de Fisgas do Ermelo-waterval. 
In het park komt zonnedauw voor. Ook leeft hier de Iberische wolf.